# Danny Cipriani
Daniel Jerome Cipriani (* 2. November 1987 in London) ist ein englischer Rugby-Union-Spieler. Er spielt als Verbinder oder Schlussmann für die englische Nationalmannschaft und die London Wasps. Er gilt als eines der größten Talente des Landes.

## Karriere
Cipriani begann im Alter von neun Jahren mit dem Rugbysport. Mit der U19-Nationalmannschaft Englands konnte er zweimal den Weltmeistertitel gewinnen. Im Jahr 2003 wurde er in die Akademie der Wasps übernommen, wo er bis zur Saison 2006/07 blieb. Mit Abschluss seiner Schulzeit konnte er auch in der Guinness Premiership eingesetzt werden. Im Januar 2007 stand er erstmals in der Startformation des Clubs und wurde nach einem Versuch gegen die Worcester Warriors zum Spieler des Spiels bestimmt. Seit diesen Vorstellungen steht er in England unter großer Beobachtung, da der eigentlich gesetzte Verbinder Jonny Wilkinson nach zahlreichen Verletzungen nur selten einsatzfähig ist.
Das Jahr 2007 schloss Cipriani mit dem Gewinn des Heineken Cup und des Churchill Cup ab. Im Folgenden gehörte er zum Trainingskader im Vorfeld der Weltmeisterschaft. Letztlich folgte sein Nationalmannschaftsdebüt erst bei den Six Nations 2008, als er im Spiel gegen Wales eingewechselt wurde. Im weiteren Turnierverlauf kam er auch zu seinem ersten Einsatz in der Startformation. In der Partie gegen Irland ersetzte er Wilkinson, der nach Jahren erstmals wieder auf der Bank Platz nehmen musste.
Aufgrund einer schwerwiegenden Knöchelverletzung, die er sich im Halbfinale der englischen Meisterschaft zuzog, fiel Cipriani fast fünf Monate lang aus und konnte erst im Oktober 2008 wieder für seinen Verein spielen. Bei den Novemberländerspielen gehörte er in drei von vier Spielen zur Stammformation. Bei einem Spiel gegen die Northampton Saints im Oktober 2009 zog er sich einen Haarriss im Wadenbein zu und fiel für zwei Monate aus. Im Februar 2010 gaben die Wasps bekannt, dass Cipriani am Ende der Saison den Verein verlassen werde. Seit 2011 spielt er für die Melbourne Rebels, ein neu formiertes australisches Franchise-Team in der erweiterten Super 14. Am 25. Februar 2011 erzielte er im Spiel gegen die Canberra Brumbies die ersten Punkte seines neu gegründeten Teams überhaupt und trug zudem durch einen verwandelten Straftritt in der letzten Spielminute maßgeblich zum ersten Sieg des Teams aus Melbourne bei.
Von September 2008 bis Juni 2010 hatte Cipriani eine vielbeachtete Beziehung mit der Schauspielerin Kelly Brook.